# Kinase de tyrosine
Une tyrosine-kinase ou kinase de tyrosine est une transférase qui catalyse la réaction chimique :
ATP + L-tyrosine-[protéine]  {\displaystyle \rightleftharpoons }  O-phospho-L-tyrosine-[protéine] + ADP.
Ces enzymes agissent comme des « interrupteurs » d'activation ou d'inhibition de nombreuses fonctions cellulaires.
Les tyrosine-kinases peuvent être divisées en récepteur tyrosine-kinase ou tyrosine-kinase réceptrices et en tyrosine-kinases non réceptrices. Sur les 90 tyrosines-kinases connues, 58 sont des récepteurs de la tyrosine divisées 20 sous-familles,, tandis que 32 sont des tyrosines-kinases non réceptrices divisées en 10 sous-familles.

## Inhibiteurs des tyrosines-kinases
Un certain nombre de molécules sont utilisées (ou en cours de test) comme inhibiteurs de tyrosines-kinases, principalement dans le traitement des cancers.
Les principales sont l'alectinib, le bosutinib, le cabozantinib, le crizotinib, le dabrafenib, le dasatinib, l'erlotinib, l'imatinib, le lestaurtinib (en), le nilotinib, le ponatinib, le régorafénib, le ruxolitinib, le sorafénib, le sunitinib, le tofacitinib, le lenvatinib et vemurafenib et le Selpercatinib.
Le crizotinib est un inhibiteur de l'anaplastic lymphoma kinase (ALK), une forme de tyrosine-kinase.
Ils peuvent être classés en deux catégories, selon leur mode d'action : inhibition directe de la protéine, ou fixation sur son récepteur empêchant l'activation par la tyrosine-kinase.

## TK et cancers
Une étude basée sur des modèles murins et des échantillons de mélanomes humains a mis en évidence des mécanismes suggérant que le gène tyrosine-kinase FES exerce une fonction de suppresseur de tumeurs.

Un gène codant la tyrosine-kinase FES (en), très actif dans les mélanocytes humains normaux, est inhibé chez plus de 30 % des mélanomes humains et cette régulation négative a été corrélée à une faible chance de survie. Et la suppression localisée de FES a accéléré la progression de la tumeur dans un modèle murin de mélanome (souris BRAFV600E). Couplées ces données évoquent que le FES est un facteur de progression du mélanome et ouvre une nouvelle piste de traitement de ce type de cancer.
La tyrosine-kinase FES pourrait aussi exercer une fonction de suppresseur de tumeurs (mélanomes).